# Виктория Лоба
Вижте пояснителната страница за други личности с името Виктория.
Виктория Лоба (на македонска литературна норма: Викторија Лоба) е северномакедонска поп певица от руски произход.

## Биография
Родена е на 17 октомври 1988 година в Таганрог, СССР. Преселва се в Република Македония, когато е само на 8 години.
От най-ранна възраст участва в телевизията и се изявява на сцената. На 15-годишна възраст дебютира в Детската Евровизия 2003 с Мария Арсовска. Изпълняват песента „Ти не ме познаваш“ и завършват на 12-о място. През 2004 година печели 1-ва награда на фестивала „Роза на ветровете“ («Роза ветров») в Москва. През 2007 година играе в Македонския драматичен театър в пиесата „Лолита“ по едноименното произведение на Владимир Набоков.
От 2008 до 2010 година е вокалистка на групата за латиномузика Tumbao Salsa Band. Участва в шоуто Cotton Club по телевизията „Алфа ТВ“. Участва и в реклами на компаниите One Telecommunications и „Пелистерка“. Завършва (2010) Държавното музикално училище „Илја Николовски Луј“ Скопие.
През 2010 г. получава наградата „Златна пеперуда на популярността“ за най-добро откритие на годината. През 2011 и 2012 година участва в летния фестивал „Любовта и щастието“ (Љубовта и среќата) в Охрид, през 2011 г. печели 2-ра награда на фестивала Охрид Фест в нощта на поп музиката и 3-та награда в международната вечер с песента „Девет работи“. С Робърт Билбилов участва в конкурса за видеоклипове OGAE Video Contest 2012 с песента „Ти си виновна“ и заема 11-о място.
През 2012 г. Виктория открива рок фестивала Макфест в Щип с неговия химн „Почувствувај ти ритамот“. Взема участие в предаването Azerinlə bir avaz по турската телевизия като гост на Азерин, заслужила артистка на Азербайджан.
През 2013 г. с песента „Summer Love“ е класирана на 1-во място в нидерландската версия на класацията на таланти в Европа в студиото на Spinnin' Records. Същата година печели награда за най-добро изпълнение на Макфест с песента „Само мој“. Снима се в социална реклама за борба с наркотиците. 
През 2014 г. Виктория се бори в конкурс в Република Македония за избор на представител за „Евровизия“ 2015 с песента „Една-единствена“, но заема 7-о място (побеждава Даниел Каймакоски).